# Codex Omega
Codex Omega — десятый студийный альбом греческой симфо-дэт-метал-группы Septicflesh. Его выход состоялся 1 сентября 2017 года. За распространение альбома в Европе отвечал лейбл Season of Mist, а в Северной Америке — Prosthetic Records. К записи был привлечён Пражский филармонический оркестр, с которым группа работала над тремя предыдущими альбомами. Codex Omega стал первым совместным студийным проектом Septicflesh и ударника Керима Лехнера, сменившего в группе Фотиса Бенардо. Продюсированием пластинки занимался шведский продюсер Йенс Богрен, известный по работе с группами Opeth и Dimmu Borgir.
Название альбома, точную дату выхода, обложку и видео на первую песню группа представила 15 июня 2017 года на своей официальной странице в Facebook. Ролики с текстами песен «3rd Testament (Codex Omega)» и «Enemy of Truth» были выложены на YouTube-канале Season of Mist 14 июля и 10 августа соответственно. Полноценный клип на песню «Portrait of a Headless Man» появился в день выхода альбома — 1 сентября. За две недели до начала европейского тура в поддержу Codex Omega лейбл группы выложил клип на песню «Martyr».
Обложку для альбома, как и в случае с предыдущими дисками Septicflesh, создал фронтмен группы Спирос Антониу. Стандартное издание Codex Omega содержит 10 песен. Альбом попал на 85 место во французском хит-параде, а также на 112 и 114 в чартах бельгийских Фландрии и Валлонии соответственно.

## Список композиций
| №                   | Название                      | Длительность |
| ------------------- | ----------------------------- | ------------ |
| 1.                  | «Dante’s Inferno»             | 5:34         |
| 2.                  | «3rd Testament (Codex Omega)» | 4:08         |
| 3.                  | «Portrait of a Headless Man»  | 5:00         |
| 4.                  | «Martyr»                      | 5:07         |
| 5.                  | «Enemy of Truth»              | 4:55         |
| 6.                  | «Dark Art»                    | 5:24         |
| 7.                  | «Our Church, Below the Sea»   | 3:59         |
| 8.                  | «Faceless Queen»              | 5:20         |
| 9.                  | «The Gospels of Fear»         | 3:41         |
| 10.                 | «Trinity»                     | 4:07         |
| Общая длительность: | Общая длительность:           | 47:15        |

| №                   | Название                                          | Длительность |
| ------------------- | ------------------------------------------------- | ------------ |
| 1.                  | «Martyr of Truth»                                 | 11:36        |
| 2.                  | «Dark Testament»                                  | 7:51         |
| 3.                  | «Portrait of a Headless Man (Orchestral Version)» | 5:01         |
| Общая длительность: | Общая длительность:                               | 24:28        |

### Dante’s Inferno
Открывающая Codex Omega песня «Dante’s Inferno» названа подобным образом и первой была представлена широкой публике, потому что, согласно замыслу Septicflesh, она действует как вход в альбом, подобно вратам ада из поэмы Данте Алигьери «Божественная комедия», начало надписи над которыми гласит:
|                                                                     | Per me si va ne la città dolente, per me si va ne l'etterno dolore, per me si va tra la perduta gente. |  | Я увожу к отверженным селеньям, Я увожу сквозь вековечный стон, Я увожу к погибшим поколеньям. |  |
| «Божественная комедия», Данте Алигьери (перевод Михаила Лозинского) | |  |                                                                                                |  |

На песню было снято панорамное видео, которое можно просматривать в очках или шлеме виртуальной реальности. Ролики, снятые подобным образом, дают зрителю возможность самостоятельно менять ракурс. Клип создан Томми Джонсом из лос-анджелесской студии Videohammer Studios.

## Издания
Различные издания Codex Omega дополнены вторым диском с тремя оркестровыми треками общей продолжительностью 25 минут, книгой с нотами и плакатом. Помимо стандартного CD, альбом выпущен в двухдисковом диджипаке, на виниле, в виде коллекционных бокс-сетов и на аудиокассете. Кроме того, альбом доступен для скачивания и прослушивания онлайн.

## Участники записи
- Спирос Антониу — вокал, бас-гитара, обложка
- Христос Антониу — гитара, оркестровка
- Сотирис Вагенас — гитара, вокал
- Керим Лехнер[англ.] — ударные, перкуссия